# 9.º Escuadrón de la RAF (Reino Unido)
El 9.º Escuadrón (B) (del inglés, Bomber, "bombardero") de la Real Fuerza Aérea del Reino Unido, opera el Typhoon FGR4 desde la base de la RAF en Marham, Norfolk.

## Historia

### Primera Guerra Mundial
El 9.º escuadrón fue formado y disulte dos veces durante la Primera Guerra Mundial. La primera vez fue el 8 de diciembre de 1914 en Saint-Omer, Francia, por un destacamento de la Royal Flying Corps encargado del desarrollo en el uso de la radio en misiones de reconocimiento; esto duró hasta marzo de 1915
Reformado en Brooklands, el 1 de abril de 1915, bajo el mando del Mayor Hugh Dowding (que luego se convertiría en el comandante en jefe del Comando de Cazas de la RAF durante la Batalla de Inglaterra) como un escuadrón de reconocimiento. El 9.º regresó de Francia en diciembre de 1915 volando aviones B.E.2 de la Real Fábrica de Aviones. En 1916, volaron en misiones de reconocimiento y localización de artillería durante la Batalla de Somme. En mayo de 1917, fue reequipado con aviones R.E.8 DE LA Real Fábrica de Aviones, realizando vuelos de localización de artillería y patrullas de contacto durante la Batalla de Passchendaele, en el transcurso del cual sufrió la pérdida de 57 aeronaves, y realizando bombardeos de corto alcance en respuesta a la ofensiva de Alemania, llamada Ofensiva de Primavera. A pesar de contar con nuevos aviones Bristol Fighter, en julio de 1918, no se descartaron los R.E.8, hasta después de terminada la guerra. El escuadrón fue nuevamente disuelto en diciembre de 1919.

### Período entre guerras
En este período, el escuadrón inicia su función como bombardero, el 1.º de abril de 1924, reformándose en la base de la RAF en Upavon, y prontamente trasladado a la base de la RAF en manston, con aviones Vickers Vimy. Menos de un año más tarde, el escuadrón fue reequipado con el bombardero pesado Vickers Virginia, a veces complementados por aviones de transporte de tropas Vickers Victoria, que se mantuvo hasta que fue sustituido por el Handley Page Heyford, en 1936.
La insignia del esccuadrón fue aprobada por el rey Eduardo VIII en 1936.
En 1939, se convirtió en uno de los tres escuadrones de la RAF en recibir los modernos monoplanos Vickers Wellington.

### Segunda Guerra Mundial
Al inicio de la Segunda Guerra Mundial, la unidad era una de las pocas que contaban con aviones modernos, el bombardero Vickers Wellington, volando desde la base de la RAF en Honington; el Wellington, más tarde, dio paso al Avro Lancaster, con el que la unidad completó sus misiones más famosas.
El 4 de septiembre de 1939, los aviones y la tripulación del escuadrón fueron los primeros en golpear al enemigo, posiblemente el primero en derribar un avión enemigo, el primero en ser derribado por uno y, hacia el final de la guerra, la primera en hacer impacto contra el acorazado alemán Tirpitz, con bombas Tallboy de 12.000 libras, un logro de la tripulación de un avión Lancaster, en su 102.º misión con el escuadrón.
El No 9 luchó bajo el Mando de Bombardeos de la RAF, en Europa, durante el transcurso de toda la Segunda Guerra Mundial, participando en todas las incursiones principales y batallas grandes, promoviendo y desarrollando nuevas tácticas y equipamientos. De este escuadrón fueron las figuras principales en la gran fuga realizada al campo de concentración Stalag Luft III . También se hicieron uno de los dos se escuadrones especializaqdos en ataques de precisión con bombas Tallboy, y condujo el final de la incursión de la fuerza principal, sobre Berchtesgaden, el 25 de abril de 1945.
El Tirpitz había sido trasladado a un fiordo en el norte de Noruega, amenazando a los convoyes aliados del Ártico; de allí se trasladó más al norte, solo para ser atacado por vía aérea desde el Reino Unido. Este barco ya había sido atacado, primero por un pequeño submarino clase X, perteneciente a la Royal Navy, y posteriormente un segundo ataque nació desde un portaaviones de la Fleet Air Arm, de la Royal Navy. Sin embargo, ambos ataques no pudieron hundir al acorazado. La tarea para un nuevo ataque fue encomendada al 9.º y al 617.º escuadrón, que, operando desde una base en Rusia, atacaron con bombas el Tallboy; el acorazado tuvo suficientes daños y se vio obligado a dirigirse hacia el sur, al fiordo de Tromsø, para ser reparado. Este fiordo se encontraba al alcance de los bombarderos que operaban desde Escocia. Allí, en octubre, desde una base en Escocia, fue atacado de nuevo. Finalmente el 12 de noviembre de 1944, los dos escuadrones atacaron el Tirpitz y el barco se volcó. Los tres ataques de la RAF en el Tirpitz fueron dirigidos por Comandante de Ala JB "Willy" Tait, quien había sucedido a Comandante de Ala Leonard Cheshire como comandante en jefe del 617.º escuadrón de la RAF, en julio de 1944.
Después de la guerra, los Lancaster fueron reemplazados por aviones Avro Lincoln hasta 1952, cuando el escuadrón fue re-equipado con bombarderos jet English Electric Canberra. Estos aviones fueron usados durante tres meses de operaciones en Malasia en 1956 y durante la guerra del Sinaí.
En marzo de 1962, el escuadrón usando aviones Avro 698 Vulcan se convirtió en parte de la V-Force (Fuerza "V", por los aviones Vulcan) del Mando de Bombardeos de la RAF. Sus aviones fueron equipados, a finales de 1966, con bombas nucleares WE.177, en la base de la RAF en Cottesmore, con funciones de vuelos con penetración de bajo altura, y es asignado al SACEUR (Supreme Headquarters Allied Powers Europe), comando central de fuerzas militares de la OTAN, antes de pasar seis años en el mismo papel en la base de RAF en Akrotiri, Chipre, como parte de la Fuerza Aérea Wing del cercano Oriente (NEAF, por sus siglas en inglés Near East Air Force Wing), donde el escuadrón forma parte de las fuerzas del Reino Unido, trasportadas hacia la zona por el compromiso asumido por el país hacia el CENTO. Desde 1975 hasta 1982, los pasó en la base de la RAF en Waddington, nuevamente asignado a SACEUR, y aún equipado con bombas nucleares WE.177, con funciones de penetración de bajo altura, antes de su disolución en abril de 1982.

## Función actual
El 9.º escuadrón, reformado en agosto de 1982, es el primer escuadrón operacional del mundo en usar aviones Tornado, operando en la base de la RAF en Honington, con el Tornado Panavia GR1, otra vez equipado con bombas nucleares WE. 177, en herencia de la "Fuerza V", antes del traslado a la base de la RAF en Bruggen, en 1986. El papel de transporte de bombas nucleares del escuadrón finalizó en 1994, aunque la escuadrilla siguiera en la misma base, desarrollando funciones de bombardeos no nucleares.
El escuadrón se desplegó en Dhahran, Arabia Saudita, en 1990 como parte de la Operación Granby, el primero en la guerra del Golfo, conduciendo un importante número de incursiones de bombardeo, lanzando bombas de 1000 libras JP233. El escuadrón ha conducido operaciones sobre el sur de Irak en apoyo a las resoluciones de Naciones Unidas, y sobre Kosovo en 1999.
El 9.º escuadrón continuó con su historia pionera, convirtiéndose en el primer escuadrón en recibir bombarderos Tornado GR4 en 1999. Una ceremonia formal realizada en la base de la RAF en Brüggen, el 15 de junio de 2001, oficialmente terminó con la presencia continua de la RAF en Alemania, proveniente desde la Segunda Guerra Mundial; el 17 de julio el escuadrón completó su traslado a la base de la RAF en Marham, y todos los Tornados restantes se habían marchado hacia el 4 de septiembre de 2001.
La escuadrilla formó una parte de la contribución de RAF a la guerra de Irak en 2003 (la Operación Telic). Los escuadrones 3°, 9°, 31.º y 617.º contribuyeron con aviones Tornado GR4, asentándose en la base aérea en Ali Al Salem, Kuwait. El escuadrón sufrió una pérdida devastadora el 23 de marzo de 2003, cuando uno de sus aviones, retornando de una misión, fue alcanzado misiles norteamericanos Patriot. El piloto y el navegante murieron en el incidente. Inmediatamente después del incidente de descubrió que la tripulación del avión había fallado en encender su faro IFF. Sin embargo, un periodista estadounidense integrado con la unidad del ejército estadounidense que manejaba la batería de Patriot dijo que "los Patriots del ejército identificaban equivocadamente un avión amistoso como misiles enemigos".
En 2007, el 9.º escuadrón fue el escuadrón líder en la celebración de 25 años del Tornado GR al servicio con la RAF. Un diseño de aleta caudal especial fue aplicado a uno de los Tornados ZA469 del escuadrón.
En 2009 el 9.º escuadrón celebró 95 años de servicio operacional.
En 2011, participó en la Operación Ellamy. Aviones del escuadrón realizaron salidas desde la base de la RAF en Marham, y desde Gioia del Colle, en el Sur de Italia.
Desde enero hasta abril de 2010, el escuadrón participó en la Operación Herrick, asentado en la base aéres en Kandahar, en Afganistán.